# Prefettura di Guéckédou
Guéckédou è una prefettura della Guinea nella regione di Nzérékoré, con capoluogo Guéckédou.
La prefettura è divisa in 10 sottoprefetture:
- Bolodou
- Fangamadou
- Guéckédou
- Guendembou
- Kassadou
- Koundou
- Nongoa
- Ouéndé-Kénéma
- Tekoulo
- Termessadou-Dibo